# Anaïs Nin

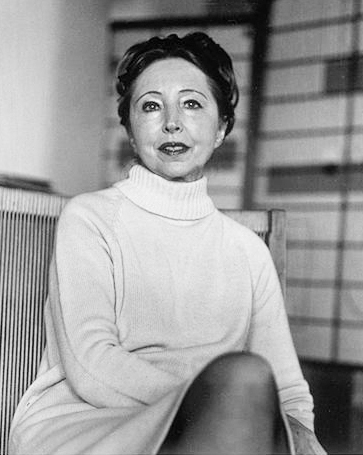
Anaïs Nin

Rose Jeanne Anaïs Edelmira Antolina Nin (Neuilly-sur-Seine, 21 februari 1903 – Los Angeles, Californië, 14 januari 1977) was een Frans-Cubaanse schrijfster, voornamelijk bekend om haar dagboeken die een periode van veertig jaar beslaan, beginnend op haar twaalfde.
Geboren in Frankrijk, verhuisde ze met haar moeder naar New York. Ze werkte onder andere als model. In 1923 trouwde ze met Hugh Parker Guiler en ze verhuisden naar Parijs, waar ze als schrijfster onder andere werkte met D.H. Lawrence. In 1955 sloot ze in het geheim een tweede huwelijk met Rupert Pole, een voormalig acteur en bosbeheerder en leefde ze langdurig als bigamist.
Ze was bevriend met veel bekende personen, zoals Henry Miller, Gore Vidal en Lawrence Durrell.
De stukken in haar dagboek Journal de l'amour uit 1931-1932 over haar passionele affaire en vriendschap met de Amerikaanse schrijver Henry Miller en diens vrouw werden in 1990 door Philip Kaufman verfilmd onder de titel Henry & June. In een van haar dagboeken beschrijft Anaïs Nin hoe zij in 1933 op 30-jarige leeftijd een seksuele relatie begon met haar eigen vader, die het gezin had verlaten toen ze elf was.
Ze was een tamelijk bekende literaire schrijver van erotica. Zij schreef een groot aantal erotische werken, waaronder de verhalenbundel Delta of Venus, een aanvankelijk privaat werk dat ze tegen één dollar per bladzijde schreef in opdracht van een Amerikaanse zakenman.
Het zangerskoppel Romane Serda en Renaud bezingt haar in een lied dat haar naam draagt.
- Bibsys: 98026781
- Biblioteca Nacional de España: XX1148076
- Bibliothèque nationale de France: cb119177329 (data)
- Catàleg d'autoritats de noms i títols de Catalunya: 981058513884106706
- CiNii: DA02320840
- Digitale Bibliotheek voor de Nederlandse Letteren: nin_001
- Gemeinsame Normdatei: 118588192
- International Standard Name Identifier: 0000 0001 2121 4137
- Library of Congress Control Number: n79041785
- Nationale Bibliotheek van Letland: 000029494
- MusicBrainz: b95d8dea-e54c-4074-a625-34e18dbe871d
- Bibliotheek van het Japanse parlement: 00451376
- Nationale Bibliotheek van Tsjechië: jn20000701323
- Nationale bibliotheek van Australië: 36012840
- Nationale Bibliotheek van Israël: 987007265917905171
- Nationale Bibliotheek van Polen: a0000001181177
- Nationale en Universitaire bibliotheek Zagreb: 000180974
- Nederlandse Thesaurus van Auteursnamen: 068353707
- Réseau des bibliothèques de Suisse occidentale: 02-A003642147
- LIBRIS: 207655
- SNAC: w6t72h6b
- Système universitaire de documentation: 02704839X
- Trove: 1185365
- Union List of Artist Names: 500257487
- Virtual International Authority File: 14774462
- WorldCat: E39PBJhhvVjYhhYbR3XxKCtFrq